# 上武洋次郎
上武洋次郎（日语：／ Uetake Yojiro，1943年1月12日—），日本男子摔跤运动员。他曾代表日本参加1964年和1968年夏季奥林匹克运动会摔跤比赛，获得二枚金牌，均来自男子自由式雏量级项目。